# Hilda Carlén
Hilda Carlén (* 13. August 1991 in Ystad) ist eine schwedische Fußballtorhüterin, die zuletzt 2018 für den schwedischen Erstligisten Linköpings FC spielte.

## Karriere

### Vereine
Carlén spielte in ihrer Jugend zunächst bei ihren Heimatvereinen Öja FF und Ystads IF FF, sowie IK Pandora und Hammenhögs IF in Skåne län. 2009 wechselte sie zu LdB FC Malmö, kam dort aber zu keinen Einsätzen in der A-Mannschaft. Nach einem zwischenzeitlichen Engagement auf Leihbasie bei Linköpings FC, für den sie auch im Sechzehntelfinale der UEFA Women’s Champions League 2010/11 spielte, kehrte sie 2012 zu Malmö zurück, blieb aber weiter ohne Einsatz in der A-Mannschaft. 2013 spielte sie für Hammarby IF in der zweiten Liga. Von 2014 bis November 2017 hütete sie das Tor von Piteå IF. Im Januar 2018 kehrte sie zum Linköpings FC zurück und kam im März im Viertelfinale der UEFA Women’s Champions League 2017/18 zum Einsatz, bekam aber in den beiden Spielen gegen Manchester City sieben Gegentore. Im April und Mai wurde sie in vier Ligaspielen eingesetzt und teilte dann mit, dass sie schwanger sei und die Saison damit für sie enden würde.

### Nationalmannschaften
Carlén nahm 2007 und 2008 mit der schwedischen U-17-Mannschaft an der Qualifikation zur ersten U-17-Europameisterschaft teil, scheiterte aber in der zweiten Runde am späteren Sieger Deutschland. Mit der U-19-Mannschaft nahm sie dann an der U-19-Fußball-Europameisterschaft der Frauen 2009 teil, bei der sie im Finale gegen England verlor. Durch das Erreichen des Halbfinales hatte die Mannschaft sich aber erstmals für die U-20-Fußball-Weltmeisterschaft der Frauen 2010 qualifiziert, bei der Carlén ebenfalls das Tor hütete. Nachdem die Vorrunde als Gruppensieger beendet wurde, kam im Viertelfinale gegen die ebenfalls erstmals qualifizierten Kolumbianerinnen das Aus. Mit der U-23-Mannschaft nahm sie 2012 und 2014 an Turnieren in La Manga teil.
Am 12. Februar 2015 debütierte sie bei einem Freundschaftsspiel gegen Finnland in der schwedischen A-Nationalmannschaft. Sie wurde auch für den Algarve-Cup 2015 berücksichtigt, kam dort aber nicht zum Einsatz. Im Mai 2015 wurde sie als schwedische Spielerin mit den wenigsten Einsätzen für die WM 2015 nominiert. Sie wurde aber nicht eingesetzt und schied mit ihrer Mannschaft im Achtelfinale gegen Deutschland aus. Sie gehörte auch zum Kader für die Olympischen Spiele 2016, bei denen die Schwedinnen die Silbermedaille gewannen, kam aber nicht zum Einsatz.
In der Qualifikation zur EM 2017 hatte sie einen Einsatz beim 6:0-Sieg gegen die Republik Moldau. Bei der Endrunde kam sie nicht zum Einsatz. 2018 wurde sie nochmals in einem Freundschaftsspiel gegen Südafrika im Januar und beim Algarve-Cup 2018 eingesetzt.

## Privates
Ihr Vater Per sowie ihr Bruder Oscar liefen für die schwedische Handballnationalmannschaft auf.

## Erfolge
- Olympische Spiele 2016: Silbermedaille (ohne Einsatz)
- Algarve-Cup-Siegerin 2018 (zusammen mit den Niederlanden[5])